# Arthur Herbert Jackson
Pour les articles homonymes, voir Jackson.
Arthur Herbert Jackson, né le 29 octobre 1851 à Londres et mort en 1881, est un compositeur anglais.

## Biographie
Arthur Herbert Jackson, né le 29 octobre 1851 au 19 Poultry Street à Londres, est le fils d'Isaac Jackson et de sa femme Jane née Dubbin. Il étudie à partir de 1872 à la Royal Academy of Music, où il remporte la médaille Lucas pour la composition ; il y est élu en 1878 professeur d'harmonie et de composition. Il meurt à Londres, le 27 septembre 1881 à l'âge de 29 ans, d'une méningite tuberculeuse.

## Œuvres
Les compositions orchestrales manuscrites de Jackson sont : 
- Andante et Allegro Giocoso, publié pour le piano, 1881 ;
- Ouverture à la mariée d'Abydos ;
- Intermezzo ;
- Concerto pour pianoforte et orchestre, joué par Agnès Zimmermann au concert de la Philharmonic Society, 30 juin 1880, et la partie pour pianoforte publiée la même année ;
- Concerto pour violon en mi, joué par Prosper Sainton au concert orchestral de Frédéric Hymen Cowen, 4 décembre 1880.

Pour le piano, il publie : Toccata, 1874 ; March and Waltz, Brighton, 1878 ; Dans un bateau, barcarolle, Elaine, 1879 ; Andante con variazione, 1880 ; Capriccio ; Gavotte et Musette et Song of the Stream, Brighton, 1880 ; trois Humorous Sketches, 1880 ; et fugue en mi, à la fois pour quatre mains ; trois Danses Grotesques, 1881.
Ses pièces vocales sont : manuscrit, deux messes pour voix masculines; Magnificat ; cantata, Jason, The Siren's Song, pour voix de femmes, harpe, violon et pianoforte, publié en 1885; Twas when the seas were roaring, chant en quatre parties, 1882; O Nightingale, duo; et chansons : Lullaby, Who knows ?, I meet thee, love, again (1879), Pretty little Maid, The Lost Boat.